# 信安军
信安军，北宋时设置的军。
景德元年（1004年）改破虏军置，治所在今河北省霸州市东北信安镇。属河北东路。辖境相当今河北霸州市东部。地处宋、辽界河上，当淤口关之险，为宋北方重镇。金朝大定七年（1167年）降为信安县。